# Халил Шериф паша
Халил Шериф паша, (20 юни 1831 - 12 януари 1879), е османо-египетски държавник, дипломат и колекционер на изкуство, живял по време на Танзимата. Неговата колекция е описана от Теофил Готие като "първата, създадена някога от дете на исляма". Освен това той е деен участник в дипломатическите дела след края на Кримската война, а по-късно и османски министър на външните работи.

## Име
През по-голямата част от живота си Халил е известен с като Халил бей.„Бей” не е фамилно име, а по-скоро титла от учтивост, призната и разрешена от османското правителство за да обозначи човек като син на паша.  Халил използва титлата „бей“ като част от името си, тъй като баща му Мухамад Шериф е достигнал ранг на паша. На 10 август 1871 г. Халил бей е повишен в ранг мушир (фелдмаршал) от султан Абдулазиз (управлявал 1861–1876). Рангът „Мушир“ дава право на Халил да използва бащиното си име „Шериф“, както и почетната титла „паша“, като части от името си.

## Биография
С турско-албански произход, Халил е роден в Кайро, Египет в имението на Мохамед Али Кавалъ. Бащата на Халил, Мохамед Шериф паша (починал на 13 февруари 1865 г.) е от албански произход и пристига в Египет от Кавала за да служи като капитан в армията на Мохамед Али, което му позволява да натрупа огромно състояние. Мохамед Шериф паша изпраща Халил, заедно с братята му Али паша Шериф (1834–1897) и Осман на обучение в Египетското военно училище (École Militaire Égyptienne), което Мохамед Али паша създава в Париж през 1844 г. Халил заема първия си официален пост през 1855 г., когато е назначен за комисар на Международното изложение в Париж през същата година. Той постъпва на османската дипломатическа служба през 1856 г., като служи като един от пълномощниците, преговарящи за края на Кримската война. След това той служи като посланик в Атина и Санкт Петербург, на които постове започва да събира произведения на изкуството. В средата на 1860-те той напуска Санкт Петербург и се оттегля в частно качество в Париж. Там наема скъпи стаи от английския колекционер Лорд Хертфорд на Rue Taitbout и става известен комарджия, колекционер на произведения на изкуството и меценат.
Запознат е с Гюстав Курбе от Шарл-Огюстен дьо Сент-Бьов и му поръчва картините Le Sommeil ( Сънят ) и L'Origine du monde. Последната картина вероятно е на тогавашната му любовница Констанс Куенио. Той също така придобива Le Bain turc ( Турската баня) от Енгр и други творби на Дьолакроа, Тройон, Добини, Мейсоние, Коро, Русо и Жером. Произведенията, за които е известно, че са били собственост на Халил Шериф паша, включват:
- Йожен Делакроа, Убийството на епископа на Лиеж (сега в Лувъра, Париж)
- Йожен Дьолакроа, Жените от Алжир (една версия е в Лувъра, Париж, но не е ясно дали това е тази, притежавана от Халил)
- Йожен Дьолакроа, Тасо в болницата на Света Анна във Ферара (частна колекция на Бюрле, Цюрих)
- Eugène Delacroix, Tam o' Shanter (вдъхновена от поемата на Робърт Бърнс ) (Музей на замъка, Нотингам)
- Йожен Дьолакроа, Арабска кавалерия, практикуваща кавалерийска атака (Музей Фабр, Монпелие)

През януари 1868 г. Халил Шериф паша разпродава своята колекция от произведения на изкуството преди да замине от Париж, за да стане османски посланик във Виена, като по този начин се измъква от града само две години преди френско-пруската война. След периода във Виена той се премества в Истанбул и се жени за принцеса Назлъ Фазъл, дъщеря на видния реформатор от онова време Мустафа Фазъл паша. През 1877 г. той се завръща в Париж като османски посланик за няколко месеца, но е освободен от поста си през септември същата година. Халил Шериф паша умира в Истанбул на 12 януари 1879 г. Някои източници отбелязват, че смъртта му се дължи на топлинен удар, докато седи на кон по време на парада на Абдул Хамид II . Тази версия се поставя под съмнениет, тъй като парадът на възкачването на султана е през август 1876 г.